# Julianaziekenhuis (Zaandam)
Het Julianaziekenhuis was een ziekenhuis in Zaandam. Het is geopend op 29 september 1967 als opvolger van het gemeentelijk ziekenhuis.
Reeds in 1951 gaf het gemeentebestuur van Zaandam opdracht voor een plan voor een ziekenhuis met 375 bedden. Het plan voldeed echter niet aan de voorwaarden van de minister van Sociale Zaken en Volksgezondheid die een kleiner ziekenhuis voor ogen had. In 1956 gaf de commissie voor ziekenhuisplannen echter een positef advies, dat doorgestuurd werd naar de minister. Op 1 januari 1957 kwam er toestemming voor de bouw. Dit betekende echter niet dat de opdracht daartoe werd verleend. Dat gebeurde pas in 1962, na overleg tussen de tien zaangemeenten .
Een week voor de uiteindelijke opening op 4 maart 1968 werd een beroep gedaan op de Zaanse vrouwenverenigingen om te helpen met de inrichting van het ziekenhuis, aangezien het eigen personeel dat niet kon redden. De afdeling Zaandam van de Nederlandse Bond van Plattelandsvrouwen stelde 25 vrouwen daarvoor beschikbaar.
In de jaren tachtig fuseerde het Julianaziekenhuis met het Johannesziekenhuis in Zaandam. Hieruit ontstond ziekenhuis De Heel, later het Zaans Medisch Centrum. Het nieuwe 
ziekenhuis werd op één locatie gevestigd en wel op de locatie van het Julianaziekenhuis. Het nieuwe gebouw kon, na een uitbreiding, in gebruik worden genomen.